# Bowie catopuma
Espèce
Bowie catopuma est une espèce d'araignées aranéomorphes de la famille des Ctenidae.

## Distribution
Cette espèce est endémique du Sabah en Malaisie,. Elle se rencontre sur le mont Lucia.

## Description
La femelle holotype mesure 11,76 mm.

## Systématique et taxinomie
Cette espèce a été décrite par Omelko et Fomichev en 2024.

## Étymologie
Son nom d'espèce lui a été donné en référence au Catopuma.

## Publication originale
- Omelko & Fomichev, 2024 : « New and poorly known species of Bowie Jäger, 2022 (Araneae: Ctenidae) from Southeast Asia. » Zootaxa, no 5543(3), p. 383-403.